# Microlenecamptus sumatranus
Microlenecamptus sumatranus es una especie de escarabajo longicornio del género Microlenecamptus, tribu Dorcaschematini, orden Coleoptera. Fue descrita científicamente por Vives en 2022.
El período de vuelo ocurre durante los meses de febrero y abil.

## Descripción
Mide 11 milímetros de longitud.

## Distribución
Se distribuye por Indonesia (Sumatra).